# Kap Koyubi
Das Kap Koyubi (japanisch 小指岬 Koyubi-misaki, deutsch ‚Kleiner Fingerspitze‘) ist eine Landspitze an der Prinz-Harald-Küste des ostantarktischen Königin-Maud-Lands. Sie markiert das westliche Ende einer u-förmigen Halbinsel, die sich wie ein gekrümmter Finger von der Westflanke der Hügelgruppe Langhovde ins Meer erstreckt.
Luftaufnahmen und Vermessungen einer von 1957 bis 1962 durchgeführten japanischen Antarktisexpedition dienten ihrer Kartierung. Die 1972 vorgenommene Benennung orientierte sich an der Benennung des 800 m südöstlich gelegenen Kap Nakayubi.